# Home Invasion (Arrow)
Home Invasion es el vigésimo episodio de la primera temporada de la serie estadounidense de drama y ciencia ficción, Arrow. El episodio fue escrito por Ben Sokolowski y Beth Schwartz, y dirigido por Ken Fink y fue estrenado el 24 de abril de 2013 en Estados Unidos por la cadena CW. En Latinoamérica, Warner Channel estrenó el episodio el 13 de mayo de 2013.
Cuando Deadshot regresa a Starling City, Diggle tiene la intención de matarlo —con o sin la ayuda de Oliver. Los intentos de Laurel para proteger a un testigo joven incrementa la fricción entre Oliver y Tommy.

## Argumento
Laurel representa a una familia que está demandando a un hombre corrupto que los engañó y les quitó sus ahorros, pero un asesino irrumpe en la casa, matando a la joven pareja, sin embargo, el hijo pequeño de la pareja es el único que sobrevivió. Laurel toma al niño en custodia hasta que su familia pueda ser localizada, pero el asesino irrumpe en casa de Laurel para terminar el trabajo. Laurel es salvada por El Vigilante, y Tommy sugiere que todos vayan a casa de Oliver para mantenerse a salvo, mientras la policía busca al asesino.
Una operación encubierta diseñada por las autoridades de A.R.G.U.S. se pone en marcha para capturar Deadshot, pero Oliver decide localizar al hombre responsable de la contratación del asesino a sueldo en lugar de detener a Deadshot. Sintiéndose traicionado por Oliver, por elegir a Laurel sobre él, después de que Oliver aceptó ayudarlo a matar Deadshot, Diggle decide dejarlo. 
El asesino a sueldo llega a la residencia de los Queen para matar a todos los testigos restantes, pero Oliver logra matarlo antes de que pueda llegar a Laurel y al niño. Después, Tommy decide dejar Laurel, pues está convencido de que nunca podría competir con Oliver si alguna vez ella descubre que él es El Vigilante. Por otra parte, Roy continúa su búsqueda del vigilante, y Thea se compromete a ayudarlo después de ver lo importante que es para él. Durante un flashback a la isla, Oliver recuerda a Shado enseñándole a disparar con un arco y Yao Fei lleva a los hombres de Fyers al escondite de Slade para capturar a todos.

## Elenco
- Stephen Amell como Oliver Queen.
- Katie Cassidy como Dinah Laurel Lance.
- Colin Donnell como Tommy Merlyn.
- David Ramsey como John Diggle.
- Willa Holland como Thea Queen.
- Susanna Thompson como Moira Queen.
- Paul Blackthorne como el detective Quentin Lance.

## Continuidad
- Thea y Moira Queen, Yao Fei y Roy Harper fueron vistos anteriormente en Salvation.
- Floyd Lawton fue visto anteriormente en Dead to Rights.
- El episodio marca la única aparición de Edward Rasmus y el Sr. Blank.
- Se revela que el nombre clave de Lyla Michaels es Harbinger.

- En el Universo DC, Harbinger posee el poder de dividirse en varios seres que luego pudieran volver a ser uno, y enviar a esos seres a diversos puntos del tiempo y el espacio (incluso a varias realidades).

- Oliver y Diggle tienen un desacuerdo que termina con Diggle abandonando la misión.

## Desarrollo

### Producción
La producción de este episodio comenzó el 22 de febrero y terminó el 4 de marzo de 2013.

### Filmación
El episodio fue filmado del 5 al 14 de marzo de 2013.

## Recepción

### Recepción de la crítica
Paloma Garrón, de TodoSeries.com le dio al episodio una calificación de 4 sobre 5 y comentó: "Tras un capítulo normalito y un parón de tres semanas, Arrow ha vuelto con fuerza, mostrándonos por dónde parece que van a ir las tramas en la recta final de la temporada. En resumen, un capítulo en el que prácticamente todos los personajes han tenido trama y desarrollo personal, e incluso donde dos personajes hasta ahora poco aprovechados como Tommy y Laurel han tenido más campo, además de algunas escenas de acción muy dignas de mención".
Jesse Schedeen, de IGN calificó al episodio de sorprendente y le dio una puntuación de 9.1, diciendo: "Arrow regresa después de un hiato de varias semanas con uno de sus episodios más fuertes, hasta ahora. Gran semana para Tommy Merlyn. Fuerte drama alrededor de los personajes. Secuencias de acción memorables, sobre todo en el enfrentamiento final".

### Recepción del público
El episodio fue visto por 3.10 millones de espectadores, recibiendo 1 millón entre los espectadores entre 18-49 años.